# Téléporté avec sièges et cabines

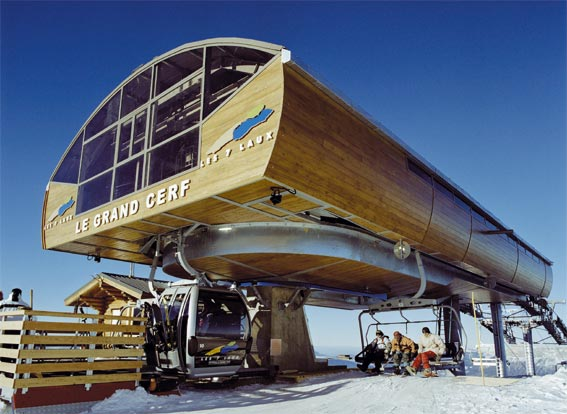
Télécombi du Grand Cerf au 7 Laux (France)

Un téléporté avec sièges et cabines, commercialement appelé « Télémix » par Poma et Leitner, et « Télécombi » par Doppelmayr, est un type de remontée mécanique. L'appareil combine le principe d'une télécabine et d'un télésiège débrayable avec une ligne équipée, sur un même câble, d'une alternance de sièges, généralement de quatre à huit places (telemix des jeux, Alpe d’Huez), et de cabines, généralement de huit à dix places.

## Principe général

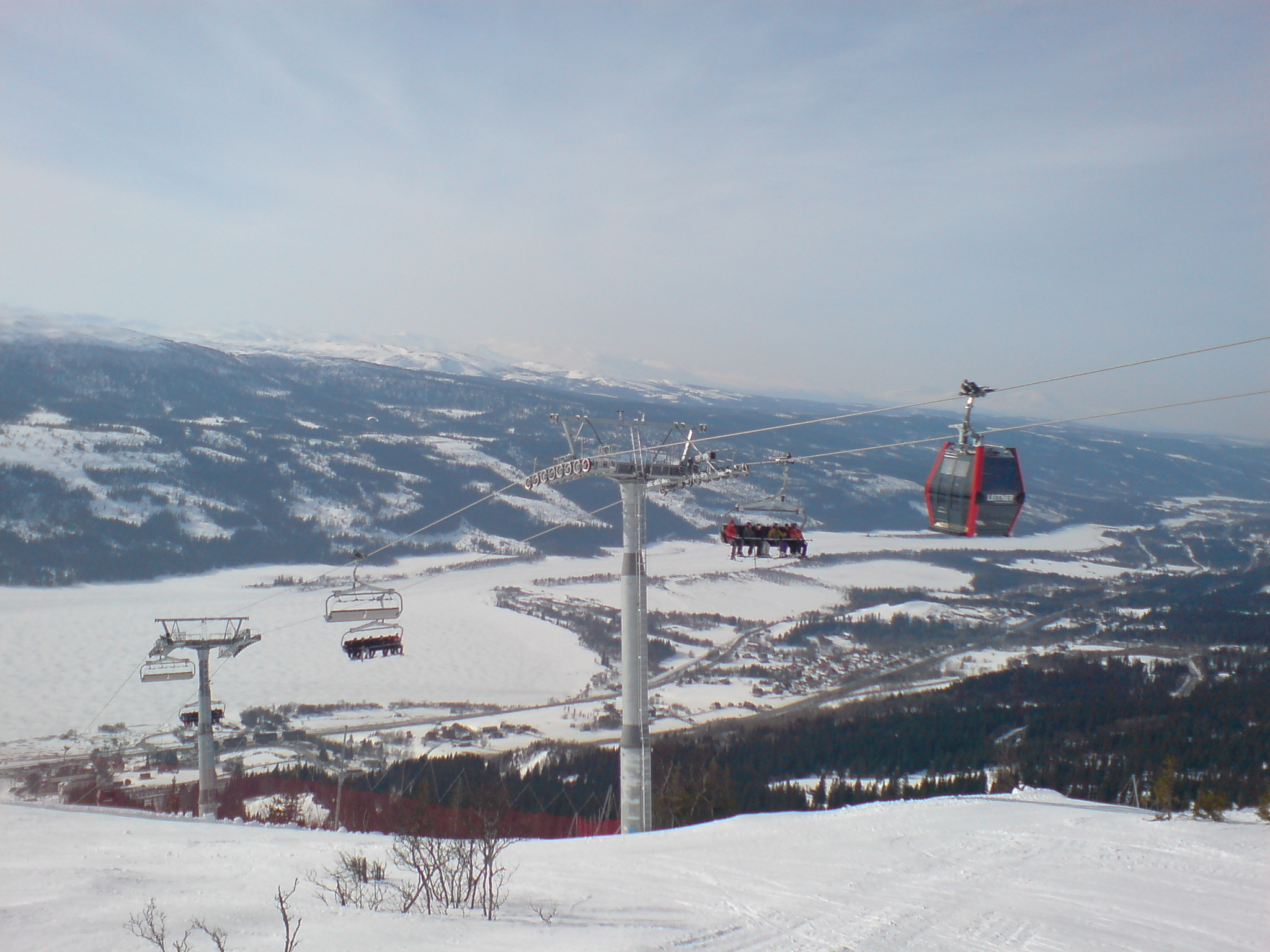
Un Télémix à Åre (Suède)

Un téléporté avec sièges et cabines permet aux skieurs d'embarquer sur des sièges sans déchausser les skis comme sur les télésièges classiques, tandis que les piétons ou les skieurs débutants peuvent emprunter des cabines, sans risque à l'embarquement, au débarquement ou sur la ligne. De plus ce système donne un choix aux usagers en fonction des grands écarts de météo (par exemple entre une journée ensoleillée et une autre de neige/vent).
Ces téléportés hybrides utilisent une technologie dérivée des télésièges débrayables et des télécabines. Il convient de noter que des appareils primitifs utilisant ces deux types de véhicules existaient déjà dans le passé, mais sans gestion différenciée du type de véhicule en gare. Ces remontées mécaniques se sont surtout développées depuis les années 2000 du fait de la standardisation et l'uniformisation des pièces utilisées dans ces deux catégories de transport par câble. Le premier appareil de ce type moderne a été réalisé par le constructeur autrichien Doppelmayr en 2002 à Maria Alm dans le Land de Salzbourg et à Orcières Merlette par Pomagalski en 2003 avec des gares de type Satellit.

## Les véhicules
Les téléportés avec sièges et cabines sont généralement équipés de sièges pouvant accueillir 6 personnes. Certaines versions à 2 ou 4, voire 8 places, existent cependant, mais demeurent peu développées. Les sièges peuvent reprendre les mêmes options que pour un télésiège classique, à savoir, bulles, chauffage, ou garde-corps automatique. Les cabines sont généralement des versions à 8 places assises (via deux banquettes de 4 places se faisant face), mais on trouve également quelques appareils avec des cabines à 6 places, voire à 10, comme ce sera le cas pour la future installation (2018) Les Esserts-Planards-Savoleyres à Verbier.

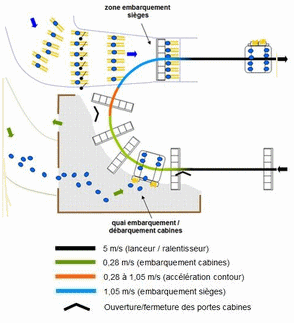
Répartition des flux en gare aval.

Les véhicules circulent de façon unidirectionnelle sur un câble qui les porte et les tracte à la fois. Ils disposent d'une attache débrayable (communément appelée pince) qui leur permet d'être désolidarisés de ce câble dans les gares. Ainsi les véhicules en ligne ne sont pas ralentis, au contraire de ceux présents dans les stations, permettant, de fait, un embarquement et un débarquement à vitesse réduite.

## Les gares

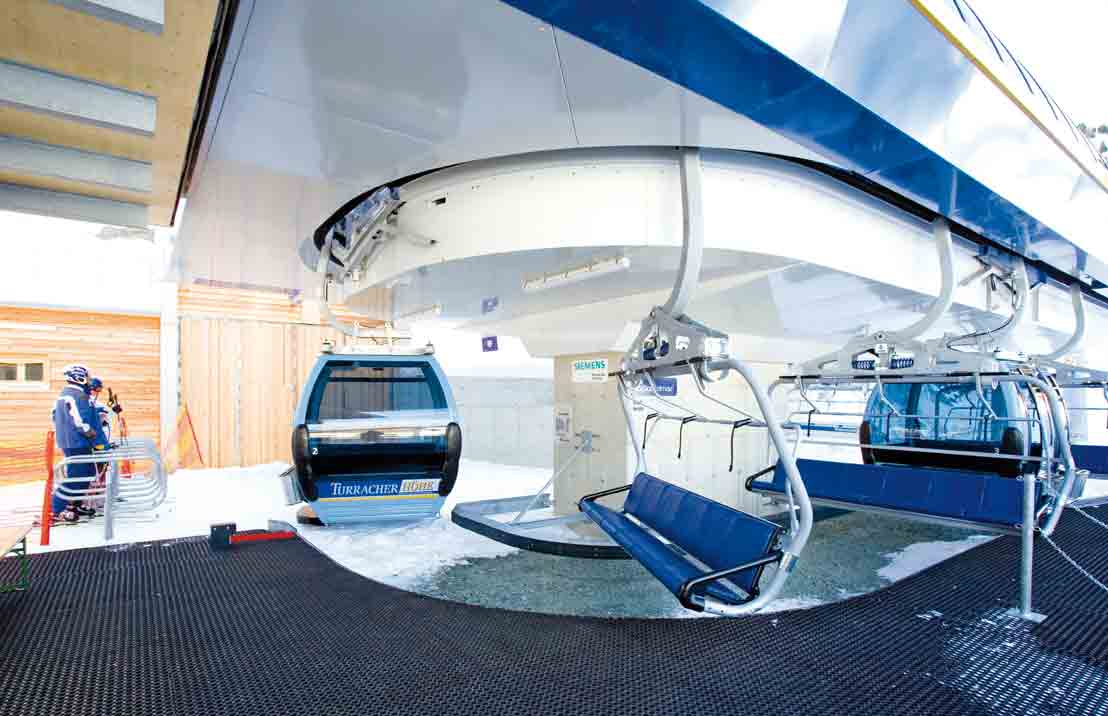
Quai pour les cabines au premier plan, et en retrait, zone pour l'embarquement sur les sièges.

Les gares sont conçues pour accueillir chaque type de véhicules. Sièges et cabines disposent d'une zone d'embarquement et de débarquement spécifique, occupant chacune une moitié du contour : piste enneigée pour les sièges et quai à hauteur de véhicule pour les cabines. La vitesse est également différenciée : l'embarquement et le débarquement des cabines sont réalisés aux alentours de 0,28 mètre par seconde et ceux des sièges aux alentours de 1,05 mètre par seconde.
Une des gares est la station motrice : la poulie de renvoi y entraîne le câble par le biais d'un moteur électrique solidaire d'un réducteur. On réalise également dans une des gares la tension du câble, via un vérin hydraulique solidaire d'un lorry sur lequel se situe la poulie de renvoi (qui peut être la poulie motrice ou une simple poulie libre selon que la tension s'opère dans la station motrice ou non).
Il existe aussi des téléportés mixtes avec deux contours : un pour les sièges et un pour les cabines que ce soit en aval ou en amont.